# O Skapare, o gode Gud
O Skapare, o gode Gud är en botpsalm och bönepsalm av Hermann Wepse, Vergib uns, lieber Herre Gott, från början angiven som "middagsång". Utgivningsår är troligen 1589. Den svenska översättningen utfördes av Sigfrid Aron Forsius och infördes i hans c:a 1614 utgivna Andeliga Psalmer och Wijsor under titeln Een Middags wijsa. För 1816 års psalmförslag gjorde Johan Olof Wallin en överarbetning av den gamla texten. Psalmen har tre verser.
Psalmen inleds 1695 med orden:
O Skapar’, o gode Gudh,
All nådes brunn och Fader
Förlåt vad gjordt är mot tin’ bud,
At Satan oss eij skader.
I 1697 års koralbok används en melodi av okänt ursprung, som 1819 byts ut mot Till dig allena, Jesu Krist, (Nr 240 år 1695, nr 194 år 1819, nr 269 år 1937 och nr 543 år 1986). Det är en tysk melodi känd från 1540-talet. Känd i Sverige från början av 1640-talet.

## Publicerad i
- 1695 års psalmbok som nr 194 under rubriken "Om den Heliga trefaldighet".
- 1819 års psalmbok som nr 25 under rubriken "Guds enhet och treenighet".
- 1937 års psalmbok som nr 152 under rubriken "Botdagen"